# Třebovle
Třebovle település Csehországban, a Kolíni járásban. Třebovle Chrášťany, Zalešany, Žabonosy, Klášterní Skalice, Vitice, Vrbčany és Kouřim településekkel határos. Lakosainak száma 569 fő (2024. január 1.).

## Népesség
A település lakosságának változását az alábbi diagram mutatja:
| Lakosok száma | 1012 | 1021 | 976  | 743  | 487  | 390  | 507  | 515  | 568  | 569  |
|               | 1869 | 1890 | 1921 | 1950 | 1980 | 2001 | 2017 | 2019 | 2022 | 2024 |